# Бергет
Бергет (фр. Berguette) је насељено место у Француској у региону Север-Па д Кале, у департману Па де Кале.
По подацима из 1990. године број становника у месту је био 2.063, а густина насељености је износила 665 становника/km².

## Демографија
| 1990. |
| ----- |
| 2.063 |